# Chlaenius spoliatus
Chlaenius spoliatus es una especie de escarabajo de la familia Carabidae.

## Distribución geográfica
Se distribuye por casi todo el paleártico.